# Фудбалска репрезентација Босне и Херцеговине до 21 године
Фудбалска репрезентација Босне и Херцеговине до 21 године је национални фудбалски тим Босне и Херцеговине за играче млађе од 21 године и под контролом је фудбалског савеза Босне и Херцеговине. Никад није успела да се пласира на завршни турнир европског првенства, а највише успеха је остварила у квалификацијама 2011. године када је у својој групи завршила друга, иза Немачке, са 20 бодова. 

## Европско првенство до 21 године
| Резултати на завршном турниру | Резултати на завршном турниру | Резултати на завршном турниру | Резултати на завршном турниру | Резултати на завршном турниру | Резултати на завршном турниру | Резултати на завршном турниру | Резултати на завршном турниру | Резултати на завршном турниру |    | Резултати у квалификацијама | Резултати у квалификацијама | Резултати у квалификацијама | Резултати у квалификацијама | Резултати у квалификацијама | Резултати у квалификацијама | Резултати у квалификацијама |
| Година                        | Рунда                         | Од                            | П                             | Н                             | И                             | ДГ                            | ПГ                            | ГЛ                            | Од | П                           | Н                           | И                           | ДГ                          | ПГ                          | ГЛ                          |                             |
| ----------------------------- | ----------------------------- | ----------------------------- | ----------------------------- | ----------------------------- | ----------------------------- | ----------------------------- | ----------------------------- | ----------------------------- | -- | --------------------------- | --------------------------- | --------------------------- | --------------------------- | --------------------------- | --------------------------- | --------------------------- |
| 1998                          | Није се квалификовала         | Није се квалификовала         | Није се квалификовала         | Није се квалификовала         | Није се квалификовала         | Није се квалификовала         | Није се квалификовала         | Није се квалификовала         | 8  | 1                           | 2                           | 5                           | 6                           | 18                          | −12                         |                             |
| 2000                          | Није се квалификовала         | Није се квалификовала         | Није се квалификовала         | Није се квалификовала         | Није се квалификовала         | Није се квалификовала         | Није се квалификовала         | Није се квалификовала         | 10 | 2                           | 1                           | 7                           | 11                          | 24                          | −13                         |                             |
| 2002                          | Није се квалификовала         | Није се квалификовала         | Није се квалификовала         | Није се квалификовала         | Није се квалификовала         | Није се квалификовала         | Није се квалификовала         | Није се квалификовала         | 8  | 0                           | 1                           | 7                           | 5                           | 17                          | −12                         |                             |
| 2004                          | Није се квалификовала         | Није се квалификовала         | Није се квалификовала         | Није се квалификовала         | Није се квалификовала         | Није се квалификовала         | Није се квалификовала         | Није се квалификовала         | 8  | 4                           | 1                           | 3                           | 6                           | 10                          | −4                          |                             |
| 2006                          | Није се квалификовала         | Није се квалификовала         | Није се квалификовала         | Није се квалификовала         | Није се квалификовала         | Није се квалификовала         | Није се квалификовала         | Није се квалификовала         | 10 | 3                           | 1                           | 6                           | 17                          | 20                          | −3                          |                             |
| 2007                          | Није се квалификовала         | Није се квалификовала         | Није се квалификовала         | Није се квалификовала         | Није се квалификовала         | Није се квалификовала         | Није се квалификовала         | Није се квалификовала         | 4  | 1                           | 2                           | 1                           | 6                           | 6                           | 0                           |                             |
| 2009                          | Није се квалификовала         | Није се квалификовала         | Није се квалификовала         | Није се квалификовала         | Није се квалификовала         | Није се квалификовала         | Није се квалификовала         | Није се квалификовала         | 8  | 1                           | 1                           | 6                           | 7                           | 17                          | −10                         |                             |
| 2011                          | Није се квалификовала         | Није се квалификовала         | Није се квалификовала         | Није се квалификовала         | Није се квалификовала         | Није се квалификовала         | Није се квалификовала         | Није се квалификовала         | 8  | 2                           | 2                           | 4                           | 4                           | 8                           | -4                          |                             |
| 2013                          | Није се квалификовала         | Није се квалификовала         | Није се квалификовала         | Није се квалификовала         | Није се квалификовала         | Није се квалификовала         | Није се квалификовала         | Није се квалификовала         | 10 | 6                           | 2                           | 2                           | 25                          | 12                          | +13                         |                             |
| 2015                          | Није се квалификовала         | Није се квалификовала         | Није се квалификовала         | Није се квалификовала         | Није се квалификовала         | Није се квалификовала         | Није се квалификовала         | Није се квалификовала         | 8  | 2                           | 0                           | 6                           | 10                          | 22                          | −12                         |                             |
| 2017                          | Није се квалификовала         | Није се квалификовала         | Није се квалификовала         | Није се квалификовала         | Није се квалификовала         | Није се квалификовала         | Није се квалификовала         | Није се квалификовала         | 1  | 0                           | 0                           | 1                           | 0                           | 2                           | −2                          |                             |
| Укупно                        | 0/10                          |                               |                               |                               |                               |                               |                               |                               | 83 | 22                          | 13                          | 48                          | 97                          | 156                         | −59                         |                             |